# Liberaler Mittelstand
Liberaler Mittelstand e. V. – Bundesvereinigung (LiM) ist eine organisatorisch und finanziell unabhängige Vorfeldorganisation der FDP. Sie vertritt die Interessen der unternehmerischen Wirtschaft gegenüber der Partei und will deren Wirtschaftspolitik nach liberalen Grundsätzen mitgestalten.
Der Verband finanziert sich über Mitgliedsbeiträge und Sponsoring. Er ist seit 2022 im Lobbyregister des Deutschen Bundestages eingetragen.

## Innere Struktur
Der eingetragene Verein ist in 14 Landesverbänden organisiert. Die Landesverbände bestehen ihrerseits aus Regionalverbänden. Der Liberale Mittelstand hat ca. 970 Mitglieder. Seit 2022 wirbt der Verband auch große Wirtschaftslobbyverbände als Mitglieder und Kooperationspartner an. Dazu zählen u. a. der Hauptverband der Deutschen Bauindustrie, der Bundesverband der deutschen Süßwarenindustrie, der Bundesverband Automatenunternehmer e. V. und der Bundesverband der Deutschen Luftverkehrswirtschaft. 
Zu den Politikern unter den Mitgliedern zählen neben zahlreichen amtierenden und ehemaligen Europaabgeordneten und Bundestagsabgeordneten auch der ehemalige Vorsitzende der FDP-Bundestagsfraktion Rainer Brüderle, der ehemalige Bundesminister für Wirtschaft und Technologie und ehemalige Bundesvorsitzende der FDP Philipp Rösler sowie die ehemaligen Landeswirtschaftsminister Jörg Bode, Sven Morlok und Martin Zeil und der ehemalige Ministerpräsident von Thüringen, Thomas Kemmerich.

## Geschichte
Der Verein wurde 1984 durch den damaligen Bundestagsabgeordneten Josef Grünbeck als Vereinigung Liberaler Mittelstandspolitik in Bayern gegründet, deren Ehrenvorsitzender er war. Ab März 1996 trat der Verband als Liberale Initiative Mittelstand auf. Seit November 2004 gilt die Bezeichnung „Bundesvereinigung Liberaler Mittelstand e. V.“.

## Kritik
Lobbycontrol kritisierte 2022 scharf, dass der Wirtschaftsinteressenverband ein ständiges Gastrecht im FDP-Bundesvorstand hat, obwohl es sich um einen parteiexternen Interessensverband handelt. Laut Expertenmeinung ist dieser Umstand rechtswidrig. 
Lobbycontrol zog Parallelen zur Lobbyorganisation Wirtschaftsrat der CDU. Problematisch ist laut der Organisation, dass der Liberale Mittelstand auf seiner Webseite damit wirbt, dass seine Mitglieder „frühzeitig Informationen über wirtschaftspolitische Weichenstellungen durch unsere Mitglieder in den Parlamenten“ bekämen. Auch seien  großen Konzerne und Lobbyverbände Mitglied, was den Bezug auf den „Mittelstand“ im Namen des Verbands damit zunehmend irreführend mache. Lobbycontrol forderte vom damaligen FDP-Vorsitzenden Christian Lindner den mutmaßlichen Rechtsbruch in seinem Parteivorstand dringend zu beheben.